# Eamon Gilmore
Eamon Gilmore (Caltra, 24 aprile 1955) è un politico irlandese.
È stato vice-primo ministro e ministro degli affari esteri e del commercio dal 2011 al 2014. Durante il suo mandato il 1º gennaio 2013 l'Irlanda ha assunto la presidenza di turno del Consiglio dell'Unione europea.